# 绿尾蜂鸟
绿尾蜂鸟（学名：Elliotomyia viridicauda），是雨燕目蜂鸟科的一种鸟类，该物种原属于薮蜂鸟属。
绿尾蜂鸟体重约6.1克，翼长约56.4毫米，嘴峰长约25.3毫米，喙宽度约2.4毫米，喙厚度约2毫米，跗蹠长约5毫米，尾长约34.8毫米。绿尾蜂鸟在其分布区内为留鸟，其栖息在半开放的高大树木组成的森林中，食性为草食性，主要食物来源是植物的花蜜。
绿尾蜂鸟分布于秘鲁安第斯山脉东坡。该物种是单型物种，没有亚种分化。